# Ugo D’Alessio

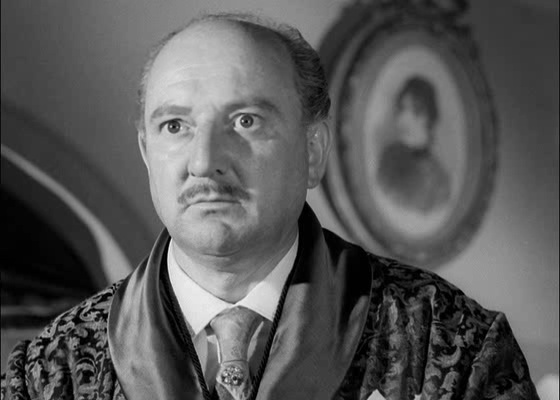
Ugo D’Alessio (1958) - italienischer Schauspieler

Ugo d’Alessio (eigentlich Pasquale D’Alessio; * 26. August 1909 in Neapel; † 16. Februar 1979 ebenda) war ein italienischer Schauspieler.

## Leben
D’Alessio stammte aus einer Künstlerfamilie. Sein Bühnendebüt gab er bereits mit 8 Jahren unter der Regie seines Onkels. Er spielte mit Nino Taranto und am Teatro Ambra Jovinelli. 1927 begann eine fünfjährige Zusammenarbeit mit Salvatore Cafiero/Eugenio Fumo, bald darauf erfolgten erste Stücke mit Eduardo De Filippo, dem er ein Leben lang verbunden blieb. Ab den 1930er Jahren war D’Alessio ein fester Bestandteil der Theaterszene seiner Heimatstadt, gehörte zahlreichen Ensembles an (u. a. dem von Raffaele Viviani) und war ab der Spielzeit 1953/1954 erneut bei De Filippo unter Vertrag, mit dem er Mitte des Jahrzehnts bekannte Komödien des Dialekttheaters wie Miseria e nobiltà, Pallummella zompa e vola, Mia famiglia oder Bene mio e core mio aufführte. Auch eine bemerkenswerte Tournee durch die Sowjetunion, Polen, Österreich und andere Staaten fand in dieser Zeit statt. Später entstanden Fernsehaufzeichnungen von Stücken wie Natale in casa Capiello, Le voci di dentro (beide 1962) und Il sindaco del rione Sanità (1964). D’Alessio spielte dabei den typischen Neapolitaner im wahren Wortsinne: authentisch, spontan, impulsiv, leicht scheinheilig. Seine Rollen waren die des Notars oder kleinen Anwalts, der alle Aufträge annimmt, des zuvorkommenden Bediensteten, des intriganten Hausverwalters, des Kleinkriminellen oder des Klatschmauls von nebenan, des treuen Küsters und des Onkels vom Dienst; alle diese Aufgaben ging er mit Präzision und Liebe zu den Figuren an, wie die Kritiker und Zuschauer attestierten.
Der Film bot D’Alessio ab 1947 regelmäßig, aber nicht überbordend viele, Aufgaben ähnlicher Art wie die seiner Bühnenrollen. Auch hier nie über mit unverwechselbarer Ironie und mancher Weisheit ausgestattete Nebenrollen hinauskommend, boten sich ihm spät die besten Rollen, so im Fernsehfilm Le avventure di Pinocchio als „Meister Kirsche“ (1972) und in Pane e cioccolata (1974) als alter Emigrant.
1967 veröffentlichte D’Alessio einen Band mit Gedichten in Neapolitanisch, Jamm ca mo’ s’aiza.

## Filmografie (Auswahl)
- 1947: Malaspina
- 1948: Die Gezeichnete (Assunta Spina)
- 1952: Sturm im Mädchenpensionat (Cento piccole mamme)
- 1954: Zwei Nächte mit Kleopatra (Due notti con Cleopatra)
- 1958: Liebesspuk um Mitternacht (Carmela è una bambola)
- 1960: Rendezvous in Ischia (Appuntamento a Ischia)
- 1960: Der Weg zurück (Tutti a casa)
- 1961: Das Jüngste Gericht findet nicht statt (Il giudizio universale)
- 1968: Der Tag der Eule (Il giorno della civetta)
- 1972: Camorra
- 1972: Pinocchio (Le avventure di Pinocchio) (Fernseh-Miniserie)
- 1972: Quäle nie ein Kind zum Scherz (Non si sevizia un paperino)
- 1974: Brot und Schokolade (Pane e cioccolata)
- 1977: Sette note in nero
- 1978: Le voci di dentro (Fernsehfilm)